# جيمس ارين يورك
جيمس ارين يورك (بالإنجليزية: James Warren York)‏ هو صانع آلة موسيقية ‏ أمريكي، ولد في 24 نوفمبر 1839 في إيكستر في الولايات المتحدة، وتوفي في 9 فبراير 1927 في لوس أنجلوس في الولايات المتحدة.